# Sigfrido di Münster
Sigfrido di Walbeck (... – 27 novembre 1032) fu dal 1022 fino alla morte vescovo di Münster.

## Biografia
In precedenza fu abate dell'abbazia di Berge vicino a Magdeburgo dal 1009 al 1022, anno in cui fu elevato a vescovo di Münster. Era il terzo figlio del conte Sigfrido di Walbeck e di sua moglie della stirpe odoniana Cunegonda di Stade; apparteneva alla casata dei conti di Walbeck. Suo fratello Tietmaro fu vescovo di Merseburgo. La sua data di nascita non è nota.
Imparentato con i Billunghi attraverso sua madre, durante la sua infanzia godette di un'educazione presso l'abbazia di Berge vicino a Magdeburgo, di cui divenne abate nel 1009. Dopo la morte del cugino Teodorico I, gli succedette come vescovo di Münster. Durante il suo mandato fu in conflitto con i conti di Werl. Nel 1027 partecipò al sinodo di Francoforte.